# موسم بوعبيد الشرقي
```
[
1
]
www.villebejaad.com
```

## موسم بوعبيد الشرقي
'موسم بوعبيد الشرقي او موسم ولي الله ابو عبيد الله سيدي امحمد الشرقي أحد أعرق المواسم الدينية والثقافية بالمغرب، ويُنظم سنوياً بمدينة أبي الجعد تخليداً لذكرى الولي الصالح سيدي بوعبيد الشرقي، مؤسس الزاوية الشرقاوية. يُعدّ الموسم ثاني أكبر موسم في المملكة المغربية بعد موسم مولاي عبد الله أمغار، من حيث الزخم الجماهيري، وعدد الزوار، وتنوع الأنشطة الدينية والثقافية والفلكلورية التي يشهدها. وقد اكتسب الموسم طابعًا احتفاليًا وروحيًا يجمع بين الطقوس الصوفية، عروض الفروسية التبوريدةوالأنشطة التجارية الشعبية، مما يجعله محطةً سنوية بارزة في الذاكرة الجماعية للمنطقة.
. 

### الخلفية التاريخية
يُعد سيدي بوعبيد الشرقي من أعلام التصوف في المغرب، وقد أسس الزاوية الشرقاوية التي أصبحت مركزًا علميًا ودينيًا بارزًا، واستقطبت المريدين وطلبة العلم. ومع مرور الزمن، نشأ تقليد الاحتفال السنوي بذكراه من خلال موسم ديني وثقافي متنوع. 

### توقيت الموسم
ينظم الموسم سنويًا في شهر شتنبر، وتمتد فعالياته عادة من 11 إلى 15 من الشهر نفسه، ويشهد حضورًا واسعًا من الزوار من داخل المغرب وخارجه. 

### شعار الدورة
تحمل دورة سنة 2025 شعار: "موسم سيدي بوعبيد الشرقي: احتفاء بالعمق التاريخي للموروث الديني والثقافي والحضاري بأبي الجعد".

### البرنامج الديني
- ندوات علمية ودروس في الوعظ والإرشاد
- مسابقات في حفظ وتجويد القرآن الكريم
- حفلات المديح والسماع الصوفي
- زيارة ضريح الولي سيدي بوعبيد الشرقي

### الأنشطة الثقافية والفنية
- معرض للفنون التشكيلية وكتاب الطفل
- ورشات في كتابة الحكاية وصناعة الأقنعة
- توقيع كتب متعلقة بتاريخ الزاوية
- عروض أفلام صُورت بمدينة أبي الجعد

### الأنشطة الاقتصادية والاجتماعية
- معرض للمنتجات الفلاحية والصناعة التقليدية
- أروقة لمخطط المغرب الأخضر
- عروض في الفروسية التقليدية (التبوريدة)
- أنشطة رياضية وفنية متنوعة
- تنظيم دوري المرحوم عبد الغني منصوري

### التنظيم والتحضير
يُنظم الموسم بتعاون بين:
- الزاوية الشرقاوية
- المجلس الجماعي لابي الجعد
- السلطات المحلية بإقليم خريبكة
- فعاليات المجتمع المدني

كما يُعقد لقاء تحضيري سنوي يرأسه عامل إقليم خريبكة لتنسيق الجهود وضمان نجاح الموسم.

### الأهمية
- إحياء التراث الصوفي والروحي
- تنشيط السياحة الدينية والثقافية
- دعم الاقتصاد المحلي والصناعة التقليدية
- توطيد الروابط الروحية والاجتماعية

### التغطية الإعلامية
يحظى الموسم بتغطية من قنوات وصحف مغربية ودولية، نظرًا لقيمته الدينية والثقافية.